# Temple Ashbrook
Temple Withers Ashbrook (* 23. Mai 1896 in Paris, Kentucky; † 21. Februar 1976 in Los Angeles) war ein US-amerikanischer Segler.

## Erfolge
Temple Ashbrook, der für den Los Angeles Yacht Club segelte, gewann 1932 in Los Angeles bei den Olympischen Spielen in der 6-Meter-Klasse die Silbermedaille. Er war Crewmitglied des von Skipper Robert Carlson angeführten Bootes Gallant, das alle sechs Wettfahrten auf dem zweiten Platz beendete und damit hinter dem schwedischen Boot Bissbi und vor dem kanadischen Boot Caprice Zweiter wurde. Die Schweden schlossen alle Wettfahrten auf Rang eins ab, die Kanadier wurden jeweils Dritter. Mangels Erfolgsaussichten nahmen die Kanadier an den letzten beiden der insgesamt sechs Wettfahrten nicht mehr teil. Neben Ashbrook gehörten Frederic Conant, Donald Douglas und Charles Smith zur Crew der Gallant.
Er arbeitete bei der Harry A. Miller Co. als Experte für Vergaser und Zünder.